# Polska na Halowych Mistrzostwach Europy w Lekkoatletyce 1980
Polska na Halowych Mistrzostwach Europy w Lekkoatletyce 1980 – reprezentacja Polski podczas zawodów w Sindelfingen zdobyła dziesięć medali w tym aż cztery złote.

## Wyniki reprezentantów Polski

### Mężczyźni
- bieg na 60 m
  - Marian Woronin zajął 1. miejsce
  - Jerzy Brunner odpadł w półfinale
  - Zenon Licznerski odpadł w eliminacjach
- bieg na 60 m przez płotki
  - Romuald Giegiel zajął 2. miejsce
  - Jan Pusty zajął 6. miejsce
  - Krystian Torka odpadł w półfinale
- skok wzwyż
  - Jacek Wszoła zajął 2. miejsce
- skok o tyczce
  - Władysław Kozakiewicz zajął 4. miejsce
  - Mariusz Klimczyk zajął 8.-9. miejsce
  - Tadeusz Ślusarski nie zaliczył żadnej wysokości
- skok w dal
  - Stanisław Jaskułka zajął 3. miejsce
  - Andrzej Klimaszewski zajął 8. miejsce
- trójskok
  - Zdzisław Hoffmann zajął 12. miejsce

### Kobiety
- bieg na 60 m
  - Zofia Bielczyk zajęła 4. miejsce
  - Grażyna Rabsztyn odpadła w półfinale
  - Elżbieta Rabsztyn odpadła w eliminacjach
- bieg na 800 m
  - Jolanta Januchta zajęła 1. miejsce
  - Elżbieta Katolik zajęła 4. miejsce
- bieg na 1500 m
  - Anna Bukis zajęła 2. miejsce
- bieg na 60 m przez płotki
  - Zofia Bielczyk zajęła 1. miejsce
  - Grażyna Rabsztyn zajęła 2. miejsce
  - Elżbieta Rabsztyn zajęła 4. miejsce
- Skok wzwyż
  - Urszula Kielan zajęła 3. miejsce
  - Elżbieta Krawczuk zajęła 8. miejsce
- Skok w dal
  - Anna Włodarczyk zajęła 1. miejsce